# Minoru Suganuma
Minoru Suganuma (菅沼 実?, Suganuma Minoru; Iwate, 16 maggio 1985) è un ex calciatore giapponese, di ruolo centrocampista.

## Palmarès

### Club

#### Competizioni internazionali
- Coppa Suruga Bank: 1

Júbilo Iwata: 2011